# Steatogenys
Steatogenys is een geslacht van straalvinnige vissen uit de familie van de Amerikaanse mesalen (Hypopomidae).

## Soorten
- Steatogenys duidae (La Monte, 1929)
- Steatogenys elegans (Steindachner, 1880)
- Steatogenys ocellatus Crampton, Thorsen & Albert, 2004